# Bateria de íon de alumínio
Bateria de íon de alumínio ou Pilha de íon de alumínio é uma bateria recarregável que produz energia de forma semelhante a bateria de íons de lítio. Ainda está em fase protótipo mas quando entrar em produção, segundo o pesquisador, pode revolucionar a indústria de baterias.

## História
Criado por Hongjie Dai, professor de química da Universidade de Stanford em 2015. O pesquisador projetou um protótipo de bateria de íon de alumínio que apresenta um carregamento super-rápido, menor custo de fabricação e maior durabilidade.

## Características
A bateria consiste de um ânodo de alumínio e um cátodo feito de grafite com uma tensão elétrica de 2 Volts. O carregamento pode ser realizado em até 1 minuto com até 7500 ciclos de recarga. Seu material é flexível podendo ser adaptado a diversos equipamentos. 